# Musée municipal d'Heinola
Le musée municipal d'Heinola (en finnois : Heinolan kaupunginmuseo) est un musée situé au centre d'Heinola en Finlande.

## Histoire
La maison est construite en 1872 pour le marchand Ulrik Lindholm (1825-1890) originaire de Hollola. 
Ulrik Lindholm fonde propriété qui comprend entre-autres une distillerie et plusieurs boutiques. 
Dans son testament, il légué tous ses biens à des fins sociales, par exemple, il lègue le bâtiment actuel du musée à la ville qui l'a rapidement transformé en hôtel de ville (1898-1983). 
Après l'achèvement de l'actuel hôtel de ville, le bâtiment est rénové et transformé en musée municipal installé depuis 1984.
Le bâtiment a été rénové à nouveau en 2018-2019 dans le respect de son aspect d'origine.